# Les Huit Visions
Pour plus de détails, voir Fiche technique et Distribution.
Les Huit Visions (Visions of Eight) est un documentaire sportif consacré aux Jeux olympiques d'été de 1972 à Munich, et sorti en 1973.

## Autour du film
Le film est le documentaire officiel des jeux. Il traite huit sujets sportifs distincts, principalement dans le stade d'athlétisme, chacun réalisé par un  metteur en scène international de renom. Le segment de John Schlesinger, Le Plus Long, fait mention de la prise d'otages de membres de la délégation israélienne par des terroristes palestiniens.

## Fiche technique
- Titre français : Les Huit Visions
- Titre original : Visions of Eight
- Titre allemand : Olympiade ’72 München
- Titre tchèque : Viděno osmi
- Titre russe : Глазами восьми
- Titre japonais : 時よとまれ、君は美しい (Tokiyo tomare kimi wa utsukusii?)
- Titre suédois : Åtta visioner
- Réalisation : 
  - Jim Clark (coordination)
  - Miloš Forman (Le Décathlon)
  - Kon Ichikawa (Le Plus Rapide, sur le 100 mètres)
  - Claude Lelouch (Les Perdants)
  - Iouri Ozerov (Le Commencement)
  - Arthur Penn (Le Plus Haut, sur le saut à la perche)
  - Michael Pfleghar (Les Femmes, montrant notamment la prestation de Lyudmila Turishcheva aux barres asymétriques)
  - John Schlesinger (Le Plus Long, sur le marathon)
  - Mai Zetterling (Le Plus Fort, sur l'haltérophilie)
- Scénario : David Hughes, Deliara Ozerowa, Shuntarō Tanikawa
- Produit par Stan Margulies et David L. Wolper
- Musique : Henry Mancini
- Images :
  - Daniel Bocly (Les Perdants)
  - Michael J. Davis (Le Plus Rapide)
  - Rune Ericson (Le Plus Fort)
  - Alan Hume (Le Plus Rapide)
  - Walter Lassally (Le Plus Haut)
  - Jörgen Persson (Le Décathlon)
  - Igor Slabnevich  (Le Commencement)
  - Ernst Wild (Les Femmes)
  - Arthur Wooster (Le Plus Long)
  - Masuo Yamaguchi (Le Plus Rapide)
- Dates de sortie : 
  - France : Festival de Cannes, 1er mai 1973
  - États-Unis : 10 août 1973
  - Suisse : 20 août 1973
- Genre : Documentaire sportif
- Durée : 110 minutes
- Format : couleur (Eastmancolor)
- Format du son : mono

## Distinction

### Récompense
- 1974 : ce documentaire a remporté le Golden Globe du meilleur documentaire[1].